# Gnathostenetrioides pugio
Gnathostenetrioides pugio is een pissebed uit de familie Gnathostenetroididae. De wetenschappelijke naam van de soort is voor het eerst geldig gepubliceerd in 1985 door Hooker.